# Joseph Huglmann
Joseph Huglmann (* 17. Februar 1768 in Wien; † 1839 ebenda) war ein in Wien wirkender Pianist, Komponist und Musiklehrer.

## Leben und Werk
Joseph Huglmann, über dessen Leben wenig bekannt ist, war ein in Wien wirkender Pianist, Komponist und Musiklehrer, der auch verlegerisch tätig war. Bezugnehmend auf den Wiener Kongress schuf er die Klavierkomposition Polymelos, oder Musikalischer Congress (gedruckt 1814), in der verschiedene Volksweisen die beim Kongress zusammentreffenden unterschiedlichen Meinungen repräsentieren. Huglmann lieferte auch eine Variation zu einem Walzer Anton Diabellis (der insgesamt 50 zeitgenössische Komponisten zu je einer Variation über einen selbstkomponierten Walzer angeregt hatte, die unter dem Titel „Vaterländischer Künstlerverein“ publiziert wurden; Beethoven verarbeitete das Thema in eigenen Diabelli-Variationen). Von der Kaiserhymne lieferte Huglmann eine auf das Pianoforte für vier Hände eingerichtete Bearbeitung. Von der Musik von Boieldieus Oper Johann von Paris schuf er eine Klavierfassung.